# Wyrak filipiński
Wyrak filipiński (Carlito syrichta) – gatunek ssaka naczelnego z rodziny wyrakowatych (Tarsiidae) występujący w lasach deszczowych Filipin.

## Taksonomia
Gatunek po raz pierwszy zgodnie z zasadami nazewnictwa binominalnego opisał w 1758 roku szwedzki przyrodnik Karol Linneusz nadając mu nazwę Simia syrichta. Miejsce typowe Luzon (w oryg. łac. Habitat in Luzonum insulis), Filipiny. Linneusz bazował na opisie wyraków autorstwa Georga Kamela; oryginalne okazy prawdopodobnie zaginęły. Jedyny przedstawiciel rodzaju Carlito który zdefiniowali w 2010 roku amerykańscy zoolodzy: Colin Groves i Myron Shekelle.
Podgatunki są ograniczone do oddzielnych wysp, które jeszcze pod koniec plejstocenu były połączone w jeden ląd. Wydaje się, że w obrębie podgatunków istnieje niewielka zmienność morfologiczna, ale okazy muzealne są silnie ukierunkowane na dwie lokalizacje z wyspy Mindanao. Odizolowane wyspowe populacje mogą stanowić odrębne taksony, w tym Sarangani, Basilan, Sulu, Dinagat i Siargao, dlatego zachodzi potrzeba przeprowadzenia znacznie więcej badań filogeograficznych.
Autorzy Illustrated Checklist of the Mammals of the World rozpoznają trzy podgatunki. Podstawowe dane taksonomiczne podgatunków (oprócz nominatywnego) przedstawia poniższa tabelka:
| Podgatunek        | Oryginalna nazwa    | Autor i rok opisu | Miejsce typowe                             | Holotyp |
| ----------------- | ------------------- | ----------------- | ------------------------------------------ | --- |
| C. s. carbonarius | Tarsius carbonarius | Heude, 1898       | Mindanao, Filipiny.                        | Dwa okazy. |
| C. s. fraterculus | Tarsius fraterculus | G.S. Miller, 1911 | Sevilla, prowincja Bohol, Bohol, Filipiny. | Skóra, czaszka i szkielet pozaczaszkowy dorosłej samicy (sygnatura USNM 239250) ze zbiorów Narodowego Muzeum Historii Naturalnej; okaz zebrany 9 kwietnia 1906 roku przez A. Celestino i M. Cantona. |

### Etymologia
- Carlito: nazwa Carlito – zdrobnienie „wieśniaka”, od niem. Karl lub Carl (wieśniak); hiszpański przyrostek zdrobniający -ito. Autorzy zaproponowali tę nazwę jako trafny opis wyraków jako małych naczelnych ze wsi, ale w szczególności w uznaniu dla Carlita Pizarrasa, znanego na Filipinach jako „Tarsier Man”, który brał udział w filmach przyrodniczych, i poświęcił swoje życie dążeniu do wiedzy na temat filipińskich wyraków i ich ochrony[2].
- syrichta: etymologia niejasna, Linneusz nie wyjaśnił pochodzenia nazwy gatunkowej[3].
- carbonarius: łac. carbonarius „palnik na węgiel drzewny” (tj. „czarny, czarniawy”), od carbo, carbonis „węgiel drzewny”[17].
- fraterculus: łac. fraterculus „młodszy brat” (tj. „mniejszy niż, spokrewniony lub sprzymierzony z”), od frater „brat”; przyrostek zdrabniający -ulus[18].

## Zasięg występowania
Wyrak filipiński występuje w zależności od podgatunku:
- C. syrichta syrichta – Wschodnie Visayas w południowo-wschodnich Filipinach (Leyte, Samar, Dinagat, Biliran i Maripipi), ale domyślnie na wszystkich innych obszarach z wyjątkiem Mindanao i Bohol.
- C. syrichta carbonarius – południowo-wschodnie Filipiny (Mindanao), znane miejsca występowania obejmują północne, centralne i południowo-zachodnie prowincje Bukidnon, Davao del Norte, Davao del Sur, Misamis Occidental, Misamis Oriental, South Cotabato, Zamboanga del Norte i Zamboanga del Sur, chociaż obecnie jest już prawdopodobnie lokalnie wymarły w wielu miejscach; także na wyspie Basilan.
- C. syrichta fraterculus – południowo-wschodnie Filipiny na wyspie Bohol.

## Charakterystyka

### Morfologia
Niewielkie zwierzę o długości ciała (bez ogona) 11,8-14 cm, długości ogona 14,7–28,8 cm; masa ciała samic 110–132 g, samców 119-153 g. Futro szarobrązowe. 25-centymetrowy ogon zakończony jest kępką dłuższej sierści. Duże uszy i bardzo duże oczy, otoczone obwódką ciemniejszej sierści (jeśli brać pod uwagę stosunek wielkości gałek ocznych do wielkości ciała, zwierzęta te mają największe oczy spośród ssaków). Łapy i palce długie i cienkie. Tylne nogi bardzo silne, dzięki czemu zwierzę może wykonywać skoki o długości 4-6 metrów.

### Tryb życia
Prowadzą nocny tryb życia, dzień przesypiają na drzewach. Żyją w parach, ale są towarzyskie i czasem łączą się w niewielkie grupki do 4 osobników. Ich terytorium zajmuje powierzchnię 1-2 hektarów. 

### Dieta
Są głównie owadożerne, ale jedzą też pająki, jaszczurki i małe ptaki. Zaobserwowano również, że niektóre osobniki polują na małe ryby oraz skorupiaki. 

### Rozmnażanie
Zwierzęta najprawdopodobniej monogamiczne. Rozmnażają się dwa razy w roku. Po sześciu miesiącach ciąży samica rodzi jedno młode, pokryte futrem i z otwartymi oczami. Okres karmienia mlekiem wynosi zazwyczaj ok. półtora miesiąca. W tym okresie samica nosi młode w pysku lub na brzuchu. Samiec nie uczestniczy w wychowywaniu potomstwa. Zwierzęta te w niewoli dożywają 13,5 roku.

## Zagrożenie
W Czerwonej księdze gatunków zagrożonych Międzynarodowej Unii Ochrony Przyrody i Jej Zasobów  Wyrak filipiński został zakwalifikowany jako gatunek bliski zagrożenia (NT – ang. near threatened ‘bliski zagrożenia’). Prowadzi się próby rozmnażania w niewoli. Głównym zagrożeniem dla niego są polowania. Wyraki te stały się także popularnymi zwierzętami domowymi, czego skutkiem jest odławianie i oswajanie dzikich osobników. Innymi zagrożeniami są niszczenie środowiska i stosunkowo niewielki obszar występowania.